# Renfrew North Parish Church

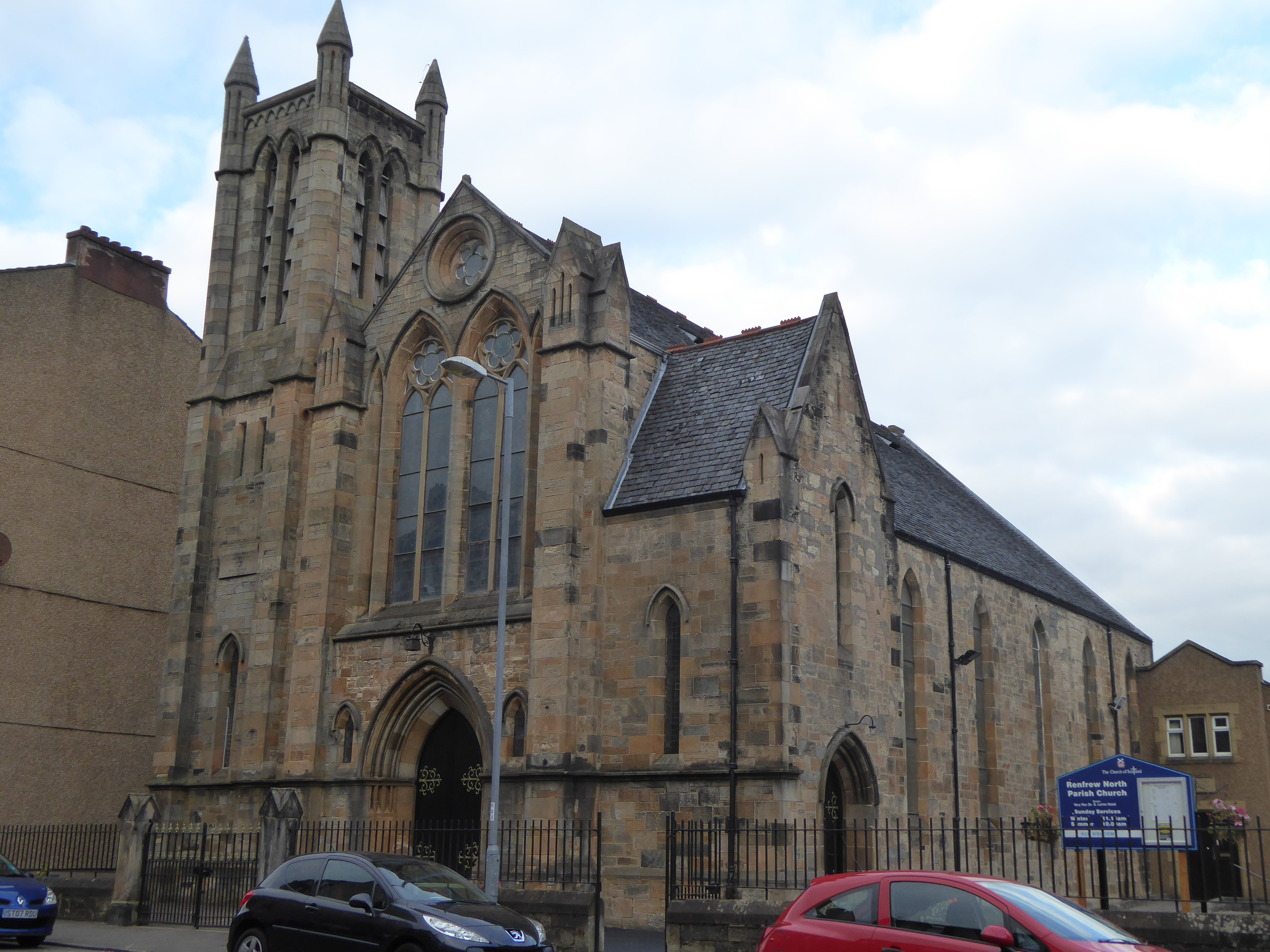
Renfrew North Parish Church

Die Renfrew North Parish Church ist ein Kirchengebäude der presbyterianischen Church of Scotland in der schottischen Stadt Renfrew in der Council Area Renfrewshire. 1997 wurde das Bauwerk in die schottischen Denkmallisten in die Denkmalkategorie B aufgenommen. Die Kirche ist heute noch als solche in Verwendung.

## Geschichte
Die Geschichte der Kirchengemeinde geht auf die „disruption“ im Jahre 1843 zurück. Dabei bildete sich die Free Church of Scotland und die Gemeinde von Renfrew zählt zu den frühesten dieser Bewegung. Der Grundstein für ein eigenes Kirchengebäude wurde am 19. Juli 1843 gelegt und das Gebäude schließlich am 22. Oktober desselben Jahres eröffnet. Die Baukosten beliefen sich auf 843 £.
Mit der wachsenden Gemeinde erwies sich das Gebäude jedoch bald als zu klein, weshalb 1881 ein Neubau beschlossen wurde. Der Grundstein der heutigen Renfrew North Parish Church wurde am 25. November desselben Jahres gelegt und der erste Gottesdienst schließlich am 20. Dezember des folgenden Jahres abgehalten. Mit der Fusion im Jahre 1900 gehörte die Kirchengemeinde zunächst der United Free Church of Scotland an, welche wiederum 1929 mit der Church of Scotland verschmolz. Ein neuer Gemeindesaal wurde 1952 hinzugefügt.

## Beschreibung
Das neogotische Gebäude liegt an der Renfield Street (A741) im Stadtzentrum neben den Renfrew Parish Council Chambers. Links an der südexponierten Frontseite ragt ein zweistöckiger Glockenturm mit Blendpfeilern und Ecktürmchen auf. Mittig an der Südseite befindet sich das zweiflüglige Hauptportal mit Gewände und verzierten Beschlägen. Darüber sind zwei Maßwerke bestehend aus Zwillings-Lanzettfenstern sowie abschließend ein zentraler Fünfpass verbaut. An der gegenüberliegenden Gebäudeseite ist ein Drillings-Lanzettfenster zu finden. Das Dach ist mit Schiefer eingedeckt.